# Явдоха Зубиха (персонаж)
Явдоха Зубиха — вигаданий персонаж, один з центральних героїв сатирико-фантастичної повісті Г. Квітки-Основ'яненка «Конотопська відьма».

## Характеристика
Явдоха Зубиха — з одного боку страшна і небезпечна, а з іншого боку добра й симпатична. Володіє надприродними можливостями. Дуже стара мешканка Конотопа. Уроджена відьма. Розумна. Має гарне почуттям гумору.
Портрет і зовнішність Явдохи:
«…Вона вже і тоді така стара була, як і теперечки, так, що, коли б не забрехати, було їй літ п'ятдесят зроду. І кажуть про неї люди, що вона як удень то і стара, а як сонце заходить, так вона і молодіє; а у саму глуху північ стане молоденькою дівчинкою, а там і стане стариться і до сход сонця вп'ять стане стара, як була учора. Так вона як помолодіє, то й надіне білу сорочку і коси розпустить, як дівка, та й піде доїти по селу коров, овець, кіз, кобил, собак, кішок, а по болотам жаб, ящериць, гадюк. Уже пак така не здоїть, кого задумала! Хоч і ні за що і нічого нема, то вона таки візьме своє».

## Відьмацькі ознаки
Явдоха доїть корів ночами, не тоне у воді та займається знахарством. Удень виглядає як стара, а вночі перетворюється на молоду та звабливу дівчину.
Має власного чорного кота.

### Риси характеру Явдохи
- рішучість
- користолюбство;
- винахідливість;
- хитрість;
- підступність;
- розумність;
- злопам'ятність;
- мстивість;
- улесливість.